# Ópályi, Szabolcs-Szatmár-Bereg
Ópályi este un sat în districtul Mátészalka, județul Szabolcs-Szatmár-Bereg, Ungaria, având o populație de 3.061 de locuitori (2011). 

## Demografie
Componența etnică a satului Ópályi
     Maghiari (81,77%)
     Romi (17,92%)
     Alții (0,31%)
Componența confesională a satului Ópályi
     Reformați (38,68%)
     Greco-catolici (24,76%)
     Fără religie (10,62%)
     Romano-catolici (6,53%)
     Necunoscută (19,41%)
     Alte religii (2,29%)
Conform recensământului din 2011, satul Ópályi avea 3.061 de locuitori. Din punct de vedere etnic, majoritatea locuitorilor (81,77%) erau maghiari, cu o minoritate de romi (17,92%). Nu există o religie majoritară, locuitorii fiind reformați (38,68%), greco-catolici (24,76%), persoane fără religie (10,62%) și romano-catolici (6,53%). Pentru 19,41% din locuitori nu este cunoscută apartenența confesională.